# Hargita Népe
Hargita Népe : Hargita megye közéleti napilapja. Székhely: Csíkszereda. Indulás: 1968; Kiadja a Hargita Népe Lapkiadó - Hargita Megye Tanácsa alárendelt intézménye. (A többi megyei lapot privatizálták). Kiadóvezető: Lőrincz Csaba Levente; Főszerkesztő: Burus János Botond; Felelős szerkesztők: Háromszéki Eszter, Sarány István; Szerkesztők: Bíró István, György Emőke, Jakab Árpád, Kiss Előd-Gergely; Molnár Raymond Tudósítók: Asztalos Ágnes, Barabás-Pál Hajnalka, Boncina-Székely Szidónia, Csont Zsuzsa, Darvas Attila, Farkas Endre, Fazakas Bea, Hadnagy Éva, Kopacz Gyula, Kovács Andrea, Létai Tibor, Pál Bíborka, Pál Emil, Péter Ágnes, Rátz-Illés Mária, Szász Csaba, Vlaicu Lajos; Fotó: Hodgyai István, László F. Csaba, Veres Nándor; Illusztráció: Damó Zsolt; Karikatúra: Para István; Olvasószerkesztők: Benedek-Székedy Sándor, Szatmári Cecília; Korrektor: Kósa Erika; Tördelőszerkesztők: Kelemen Dóra, Kopacz Katalin
A Hargita Népe napilap mellékleteként megjelenő folyóiratok: Székely Gazda, Székely Konyha és Kert, Porta
Elődje: Hargita (1968-1989. december 22.)

## Főszerkesztői
- Borbély László (1989–2004)
- Isán István Csongor (2008–2014)
- Sarány István (2004–2008, 2014–2021)
- dr. Rátz-Illés Mária (2022-2024)
- Burus János Botond (2024- )